# Siebengemeinden (Burgenland)

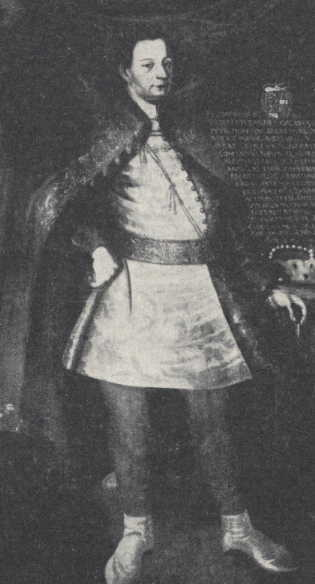
Paul Fürst Esterhazy (1635–1713)

Unter dem Begriff Siebengemeinden (hebräisch שבע קהילות Schewa Kehilot)  auch Esterházysche Sieben-Gemeinden, ungarisch Hét hitközség werden ehemals jüdische Gemeinden im heutigen Nord- und Mittelburgenland zusammengefasst, die unter der Esterházyschen Herrschaft im damaligen Ungarn entstanden. Die Siebengemeinden waren:
- Deutschkreutz
- Eisenstadt
- Frauenkirchen
- Kittsee
- Kobersdorf
- Lackenbach
- Mattersdorf

Oft werden sie in der landesgeschichtlichen Auseinandersetzung jenen Gemeinden gegenübergestellt, die sich unter dem Schutz der Familie Batthyány im Gebiet des heutigen Südburgenlandes herausgebildet haben. Zu diesen zählen Güssing, Rechnitz und Schlaining. Eine weitere ehemalige jüdische Gemeinde im Landessüden ist Oberwart, wohin die Mehrzahl der Schlaininger Juden in der Zwischenkriegszeit abgewandert war.
Zu den Siebengemeinden gehörte ursprünglich auch Neufeld als achte Gemeinde. Sie wurde 1739 durch einen herrschaftlichen Erlass, gegen den kein Einspruch möglich war, aufgelöst. Die Bezeichnung „Acht Gemeinden“ findet sich in den Urkunden nicht.

## Entstehung der Gemeinden
Die ersten jüdischen Siedler gab es in diesen Gemeinden vereinzelt schon im 14. Jahrhundert und 15. Jahrhundert, doch das jüdische Leben erblühte in diesen Dörfern erst, als Paul I. Fürst Esterházy nach 1670 Juden aufnahm, die von Leopold I. aus Wien vertrieben worden waren. Rund 3000 Personen, die sich vorwiegend zum orthodoxen Judentum bekannten, siedelten in den Siebengemeinden. Die Frömmsten unter ihnen lebten in Mattersdorf und Deutschkreutz, wo sich bedeutende Jeschiwot befanden. In Mattersdorf wirkte unter anderem auch der große Rabbiner Moses Sofer.
Für den Schutz durch die Esterházy mussten sie an den jeweiligen Fürsten Schutzgebühren bezahlen. Im Gegenzug dazu nannten sie sich selbst stolz als Hochfürstlich Esterházy Schutzjuden.

## Zerstörung der Gemeinden durch den Nationalsozialismus

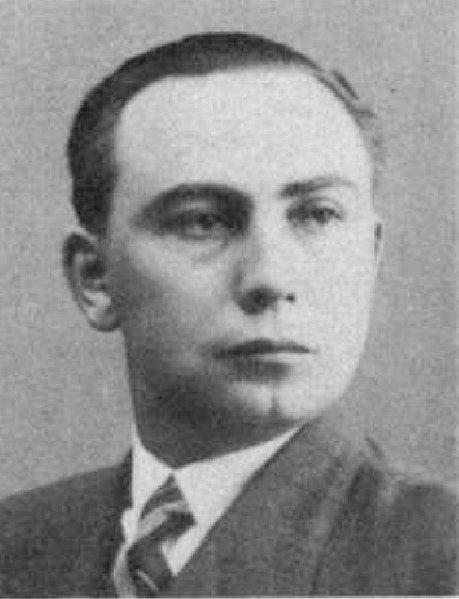
Gauleiter Tobias Portschy

Die sieben Gemeinden fielen der Judenverfolgung während der Zeit der nationalsozialistischen Herrschaft zum Opfer. Ihre Zerstörung ist untrennbar mit dem Namen des Gauleiters Tobias Portschy verbunden, der das Burgenland bereits im November 1938 als judenfrei erklärte, nachdem die jüdischen Bewohner gezwungen worden waren, ihre Heimat binnen weniger Tage aufzugeben. Viele wurden Opfer einer wilden „Arisierung“swelle, bei der sich Parteiangehörige, Mitläufer oder auch Nachbarn bereicherten. Natürlich gab es auch Fälle, wo die Vertriebenen von ehemaligen nichtjüdischen Nachbarn und Freunden unterstützt wurden. Die Menschen verfrachtete man nach Wien und überließ sie dort vorerst ihrem Schicksal, wo Wiener Juden für ihre vertriebenen Glaubensbrüder eine provisorische Unterbringung organisierten. Etwa zwei Drittel der burgenländischen Juden gelang die Emigration. Sie wanderten nach London, Manchester, New York, Ramat Gan, Tel Aviv, Budapest, Buenos Aires, Shanghai oder anderen Orten aus. Alle anderen wurden ab 1939 in die Ghettos und Konzentrationslager wie Riga, Buchenwald, Ungvár, Miskolc, Kielce, Minsk, Nisko, Izbica oder Oppeln deportiert und dort ermordet.
Von den ehemaligen Synagogen blieben nur die Synagoge Kobersdorf und eine Privatsynagoge im heutigen Österreichischen Jüdischen Museum in Eisenstadt erhalten. Die anderen Synagogen des Burgenlandes wurden von den Nationalsozialisten zerstört.

## Folgen
Von den rund 4000 Juden des Burgenlandes, dazu zählten auch die jüdischen Bewohner der drei südlichen Gemeinden sowie einzelne Familien in mehr als 100 burgenländischen Dörfern, fielen mindestens 1300 dem Holocaust zu Opfer. Nach dem Krieg kehrte nur eine Handvoll Überlebender oder Vertriebener in ihre alte Heimat zurück. In den Gemeinden lebt heute nicht mehr als ein Dutzend Menschen jüdischen Glaubens.
An die mehr als 300 Jahre dauernde jüdische Geschichte der Siebengemeinden erinnern heute nur mehr die erhalten gebliebenen Friedhöfe, die Synagoge von Kobersdorf sowie das 1972 gegründete Österreichische Jüdische Museum in Eisenstadt.

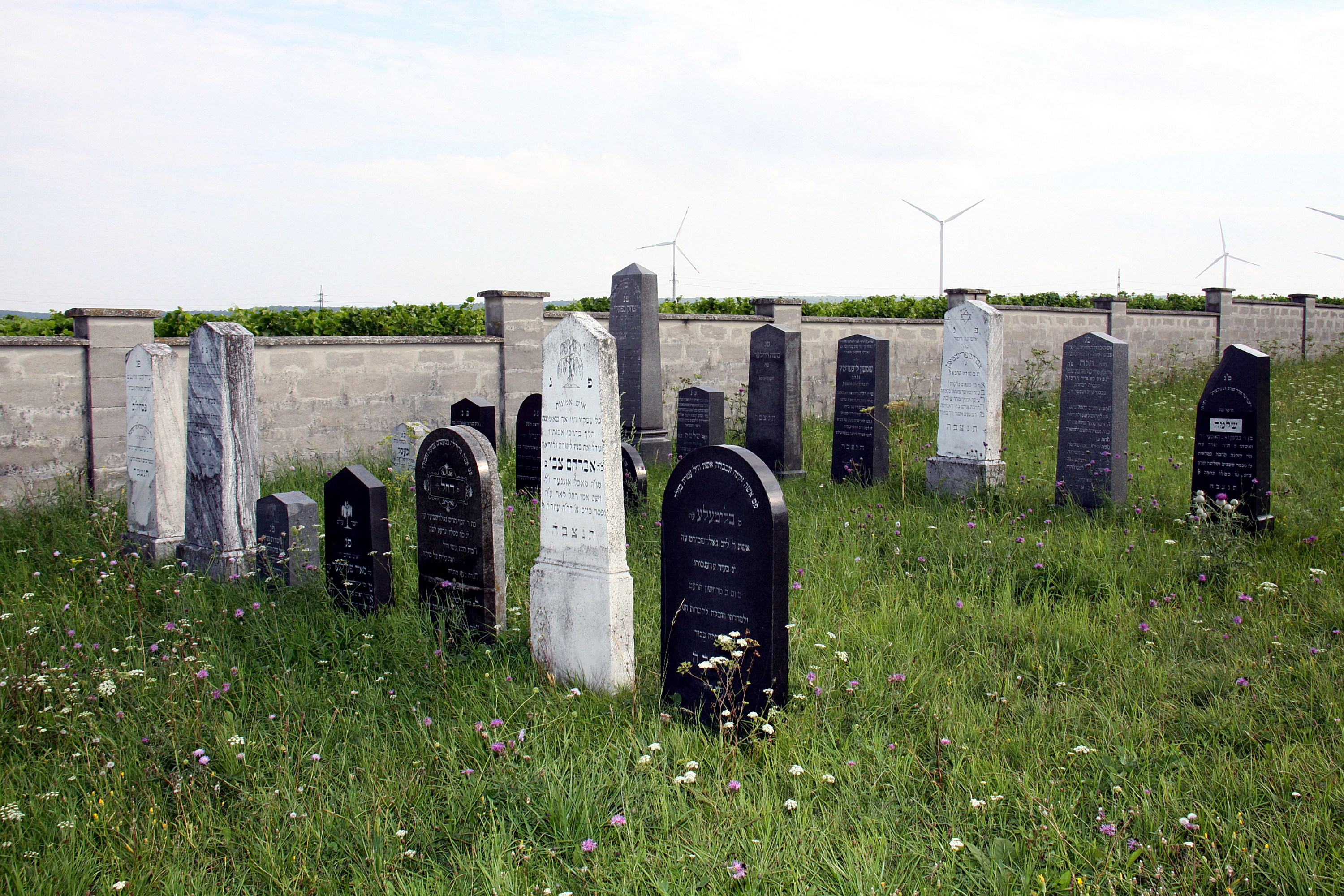
Jüdischer Friedhof Deutschkreutz
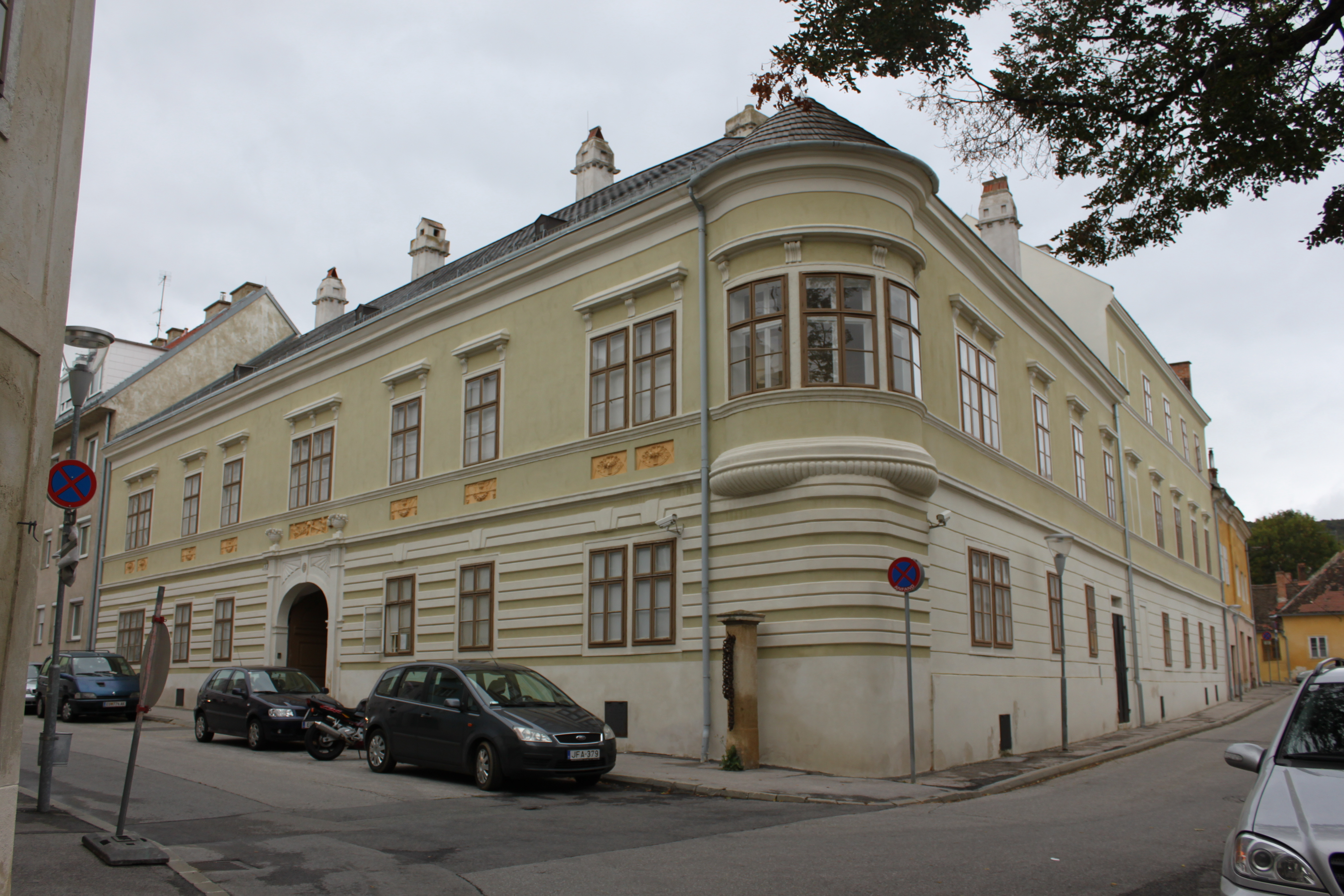
Österreichisches Jüdisches Museum in Eisenstadt
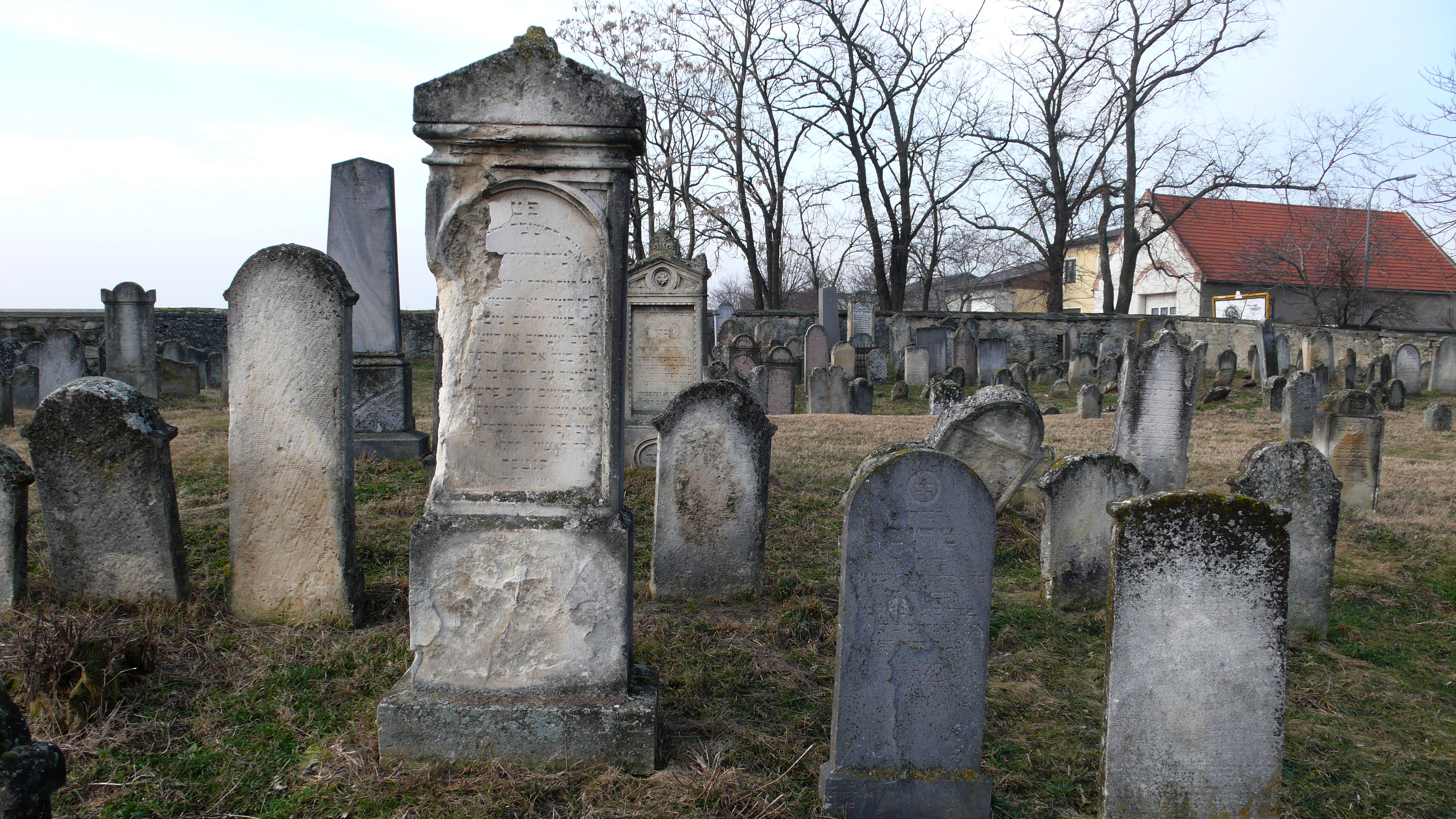
Jüdischer Friedhof Frauenkirchen
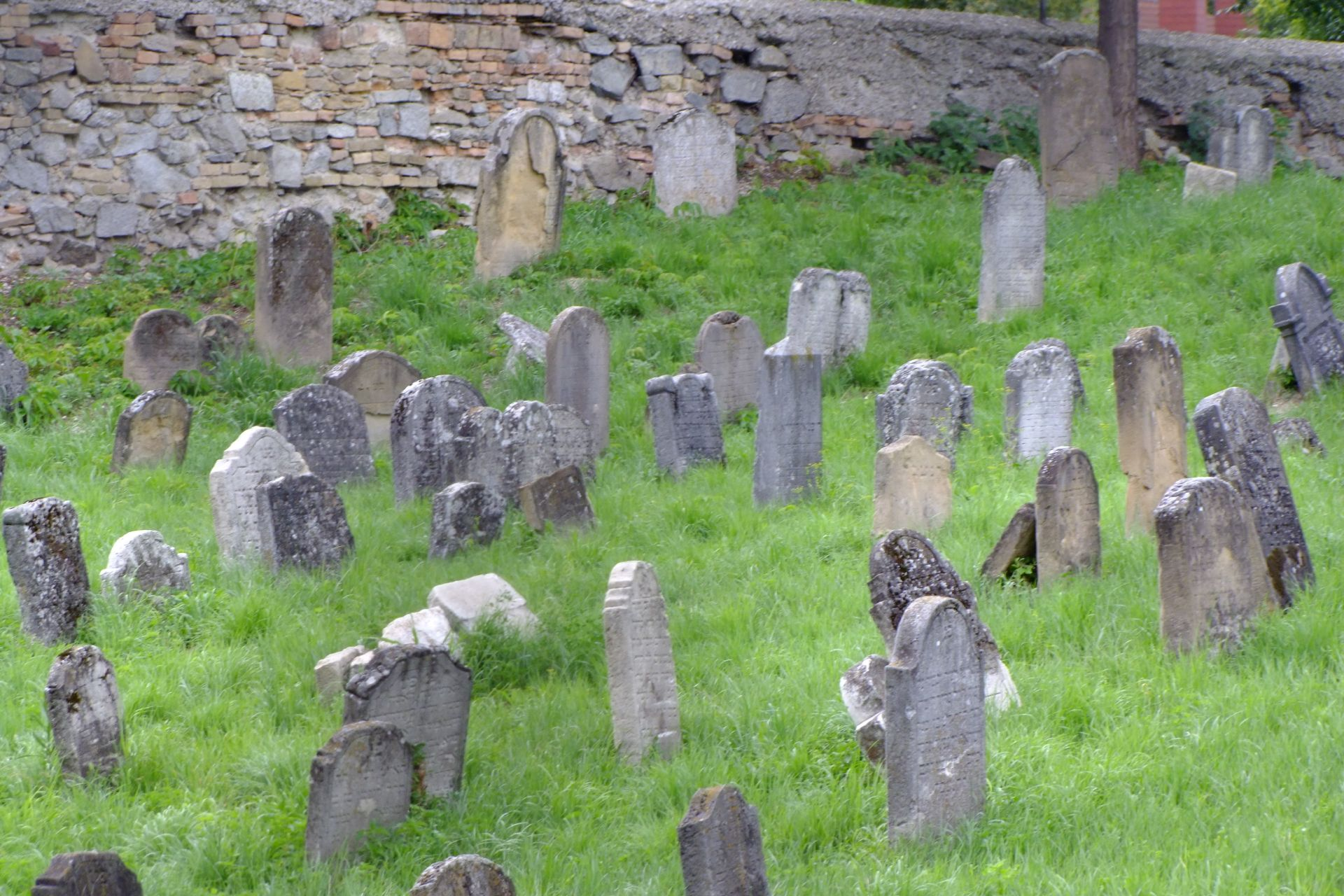
Jüdischer Friedhof Kittsee
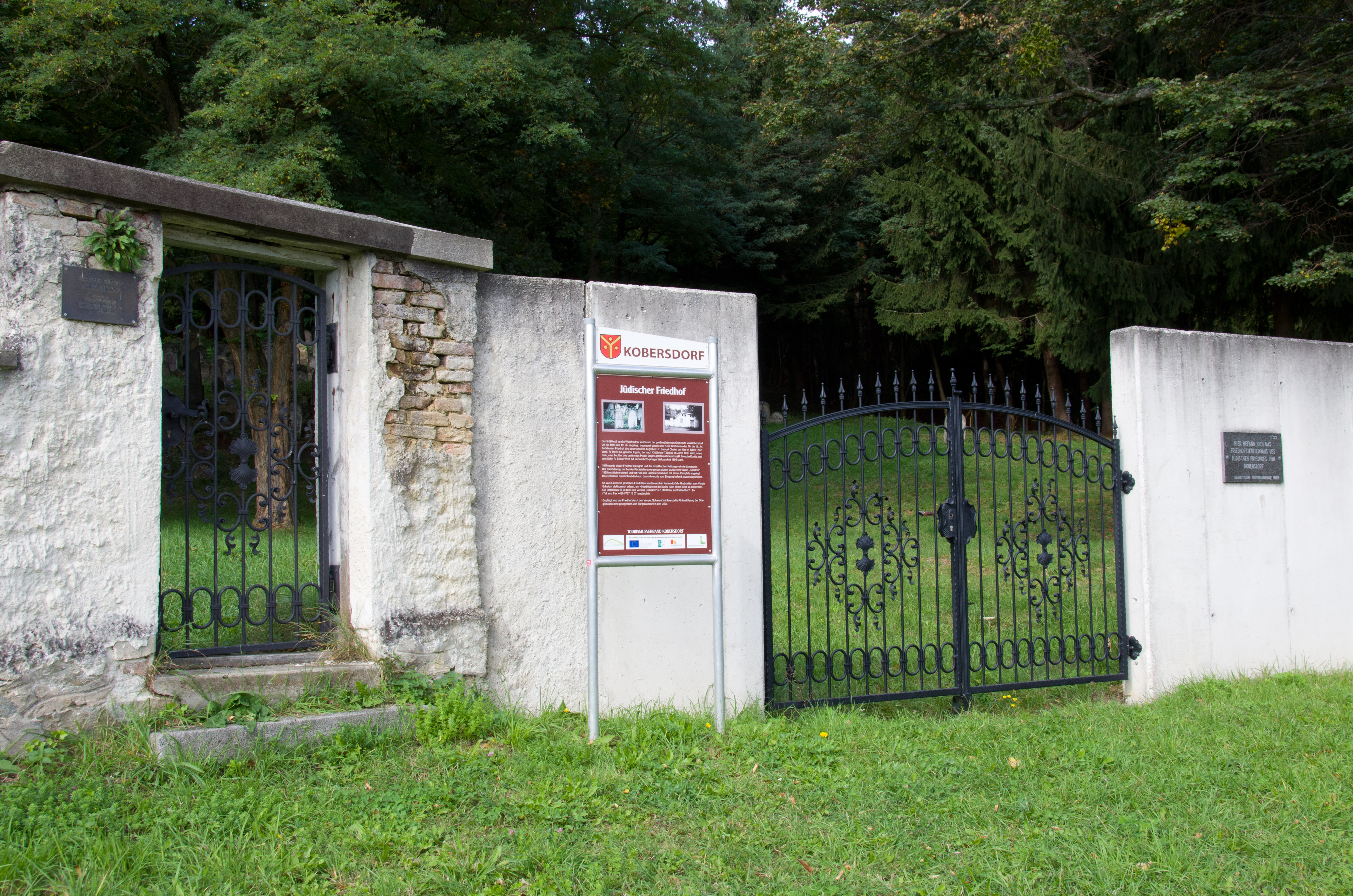
Jüdischer Friedhof Kobersdorf
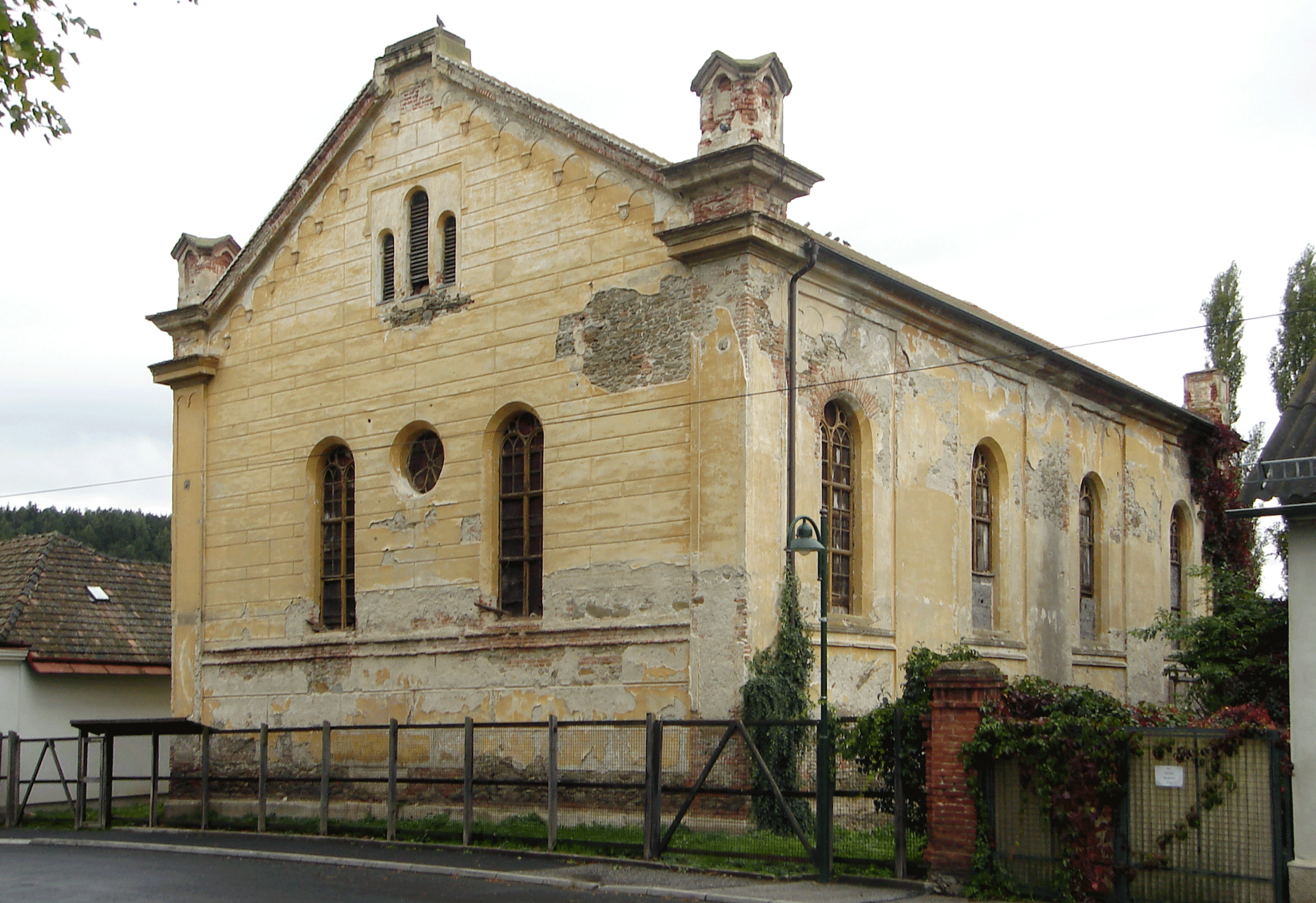
Synagoge Kobersdorf
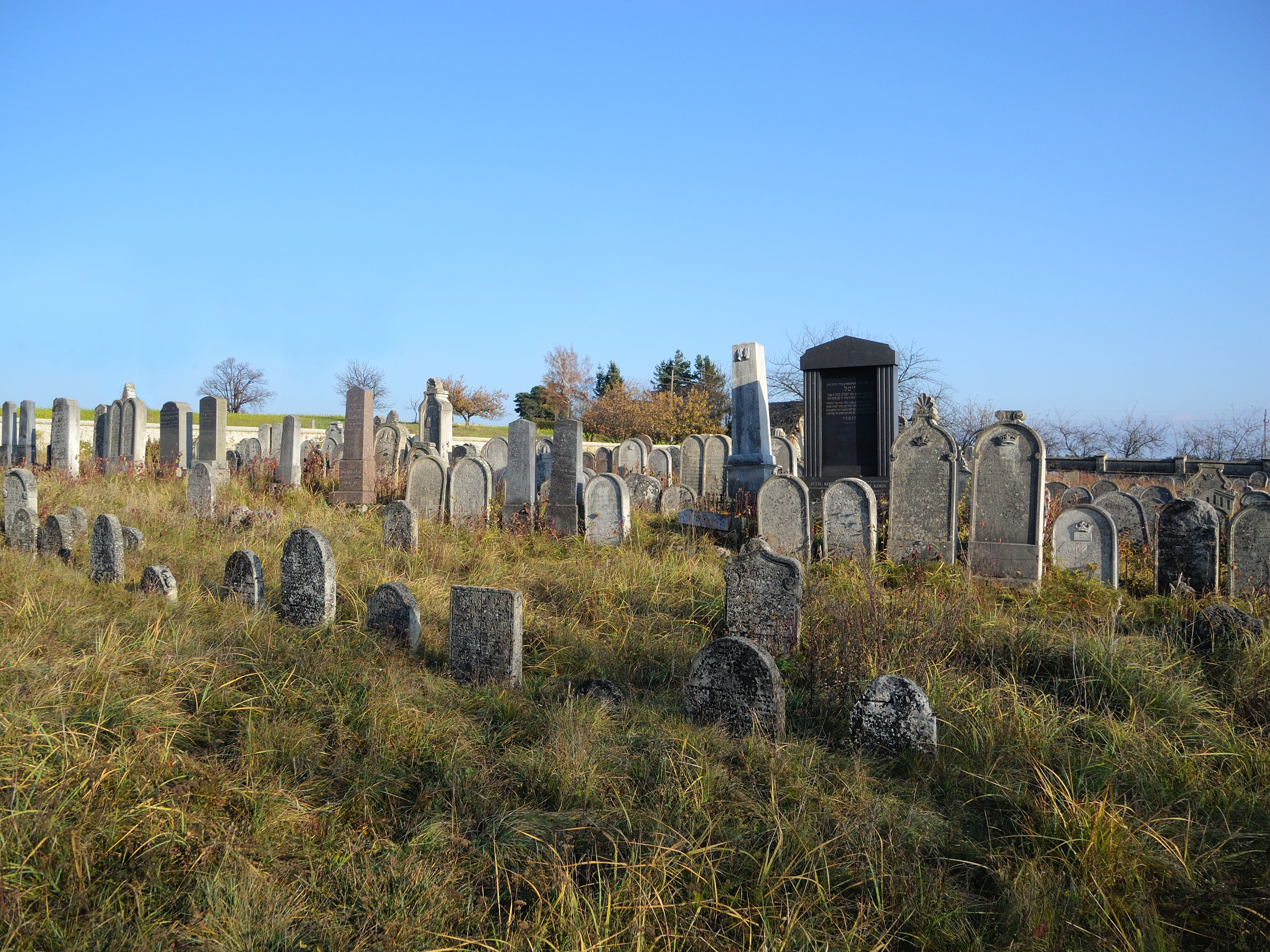
Jüdischer Friedhof Lackenbach
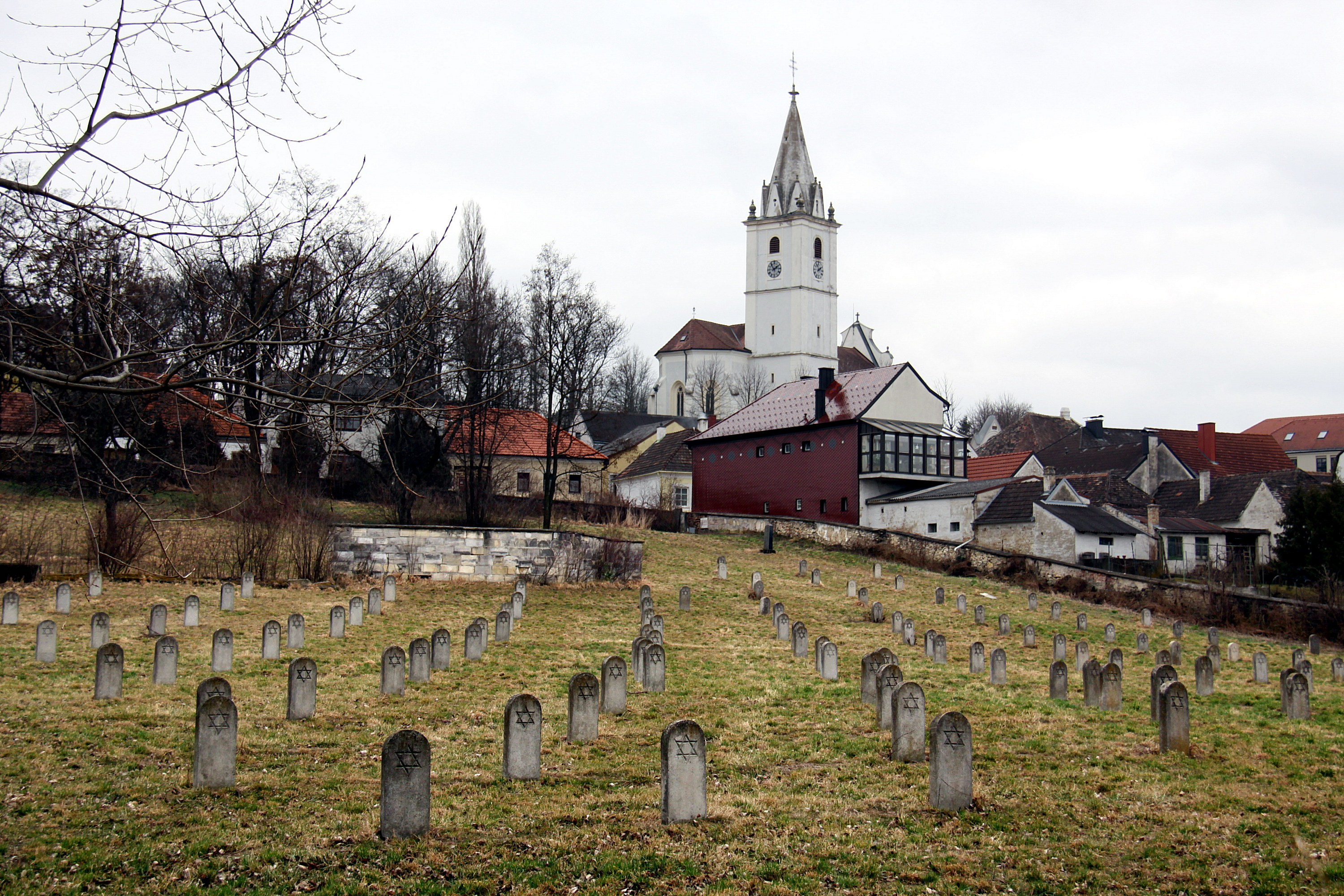
Jüdischer Friedhof Mattersburg

## Persönlichkeiten
- Julius Deutsch, geboren 1884 in Lackenbach, gestorben 1968 in Wien, Politiker, Mitbegründer des Republikanischen Schutzbundes
- Karl Goldmark, geboren 1830 in Keszthely, gestorben 1915 in Wien, aufgewachsen in Deutschkreutz, Komponist
- Ruwen Hirschler aus Lackenbach, Förderer des jungen Franz Liszt
- Joseph Joachim, geboren 1831 in Kittsee, gestorben 1907 in Berlin, Geiger
- Sándor Wolf, geboren 1871 in Eisenstadt, gestorben 1946 in Haifa, Weinhändler und Gründer des Landesmuseums Burgenland